# Puig Salom
El Puig Salom és una muntanya de 416 metres del municipi de Llagostera, a la comarca del Gironès.